# Tiberio Julio Aspurgo
Tiberio Julio Aspurgo Philoromaios (en griego: Τιβέριος Ἰούλιος Ῥησκούπορις Α' Φιλόκαισαρ Φιλορώμαίος Eυσεbής), vivió en la segunda mitad de siglo I a. C. y primera mitad de siglo I d. C. (murió en el año 38). Fue un príncipe y rey del Reino del Bósforo, reino cliente de Roma.

## Vida
El nombre Aspurgo es un nombre de origen persa Este nombre recuerda las palabras persas aspa (caballo) y aspabara (jinete). Aspurgo fue un monarca de ascendencia griega y persa.
Aspurgo era hijo de los monarcas gobernantes Asandro y Dinamia. Era nieto materno del gobernante anterior del Bósforo y del Ponto, Farnaces II y de su mujer sármata. Su abuelo materno era el hijo menor del rey Mitrídates VI de su primera mujer y hermana, Laodice. Nació y se crio en el Reino del Bósforo. 
En 17 a. C., el padre de Aspurgo, Asandro había muerto de inanición voluntaria, a la edad de 93 años, desesperado porque presenció la deserción de sus tropas al usurpador romano, Escribonio. Escribonio pretendía ser pariente de la heredera legítima Dinamia, para poder acceder al trono del Reino del Bósforo. Dinamia se vio obligada a casarse con Escribonio. El estadista romano Marco Vipsanio Agripa descubrió el engaño de Escribonio e intervino, nombrando a Polemón I como nuevo rey del Bósforo. Dinamia se casó con Polemón I como su tercer marido. Así Polemón se convirtió en padrastro de Aspurgo. Dinamia murió en 14 a. C., y Polemón gobernó como rey del Bósforo hasta su muerte en 8 a. C.
Después de la muerte de Polemón I, Aspurgo sucedió a su padrastro. Poco se sabe del reinado de Aspurgo; sin embargo, parece haber sido un gobernante fuerte y capaz. Debido a conflictos dinásticos anteriores durante la República romana y alrededor del periodo de la muerte de Asandro, el primer Emperador romano Augusto y el Senado romano finalmente en 14 d. C., aceptaron a Aspurgo como el legítimo rey del Bósforo. Aspurgo adoptó los nombres romanos "Tiberio Julio", porque recibió la ciudadanía romana y disfrutó del patronazgo de Augusto y de su heredero Tiberio. 
Aspurgo se casó con una princesa tracia llamada Gepaepyris. Gepaepyris dio dos hijos a Aspurgo:
- Tiberio Julio Mitrídates, llamado así en honor de Mitrídates VI;
- Tiberio Julio Cotis I, llamado así en honor de su abuelo materno, el rey tracio Cotis VIII.

A través de su segundo hijo, Aspurgo y Gepaepyris tendrían varios descendientes que gobernaron el Reino del Bósforo hasta mediados del siglo IV. Los sucesores de Aspurgo llevaron el nombre Tiberio Julio (en latín, Tiberius Julius) para mostrar su conexión y ascendencia con él. Aspurgo reinó hasta su muerte en 38. Después de su muerte, Gepaepyris gobernó junto con su primer hijo.